# Iftar

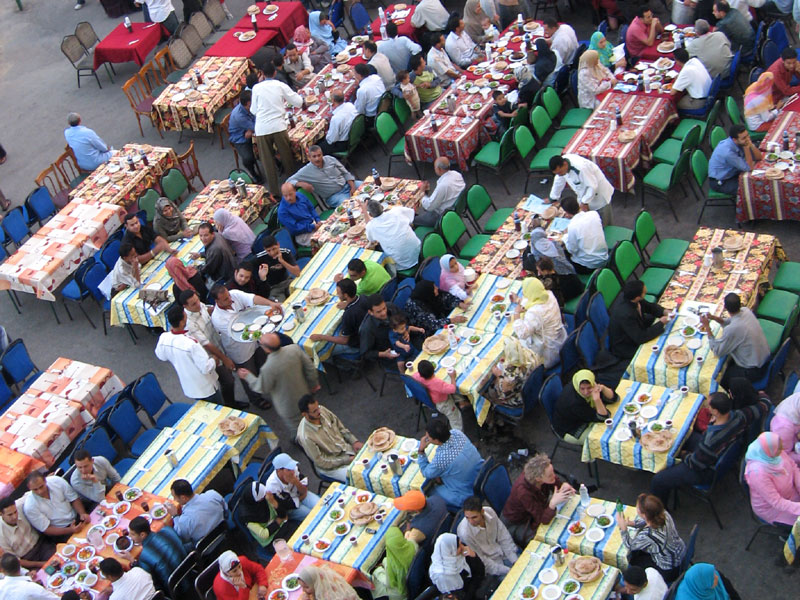
Wspólne spożywanie iftaru

Iftar (arab. ‏إفطار‎, ifṭār) – pierwszy posiłek, który spożywa muzułmanin po zachodzie słońca w okresie postu ramadan. 
Iftar jest jednym z religijnych elementów obchodzenia ramadanu, posiłek często jest spożywany razem z innymi ludźmi po modlitwie o zachodzie słońca (maghrib). Jest to również pierwszy posiłek muzułmanina w okresie ramadanu, spożywany od porannego posiłku przed wschodem słońca, suhur. W ciągu całego dnia (od wschodu do zachodu słońca) muzułmanin powinien powstrzymać się m.in. od jedzenia, picia oraz kontaktów seksualnych (saum).